# Lophochorista ockendeni
Lophochorista ockendeni är en fjärilsart som beskrevs av Druce 1911. Lophochorista ockendeni ingår i släktet Lophochorista och familjen mätare. Inga underarter finns listade i Catalogue of Life.